# Борово (Старозагорская область)
Борово (болг. Борово) — село в Болгарии. Находится в Старозагорской области, входит в общину Стара-Загора. Население составляет 65 человек.

## Политическая ситуация
Борово подчиняется непосредственно общине и не имеет своего кмета.
Кмет (мэр) общины Стара-Загора — Светлин Танчев (Граждане за европейское развитие Болгарии (ГЕРБ)) по результатам выборов в правление общины.